# Statua di Santa Sofia
La Statua di Santa Sofia (in bulgaro Статуя на София?, Statuja na Sofija, o Света София, Sveta Sofija) è una scultura di grandi dimensioni situata a Sofia, in Bulgaria. Venne svelata ufficialmente al pubblico dall'allora sindaco della capitale, Stefan Sofijanski, il 28 dicembre del 2000.

## Storia e descrizione
L'erezione della statua di Santa Sofia venne approvata dal consiglio municipale di Sofia il 17 settembre del 2000, in quello che in Bulgaria è il giorno di Sofia. La Chiesa ortodossa bulgara onora la martire Sofia di Roma in questa data. La statua venne pensata come un simbolo di tempi migliori per il nuovo millennio, e venne eretta in due giorni dal 25 al 27 dicembre del 2000, nel punto dove prima c'era una statua di Lenin.
In bulgaro, la statua prende il nome dalla capitale della Bulgaria, che a sua volta prese il nome dalla basilica di Santa Sofia. Inizialmente, la scultura doveva essere dedicata proprio a santa Sofia, ma la Chiesa ortodossa ritenne che fosse troppo pagano associare l'opera a Sofia di Roma. La statua di Santa Sofia è opera dello scultore Georgi Čăpkanov, il quale sostenne che si tratta di un simbolo per tutti coloro che abitano nella capitale, a prescindere dalla religione. Per la Chiesa bulgara, tuttavia, il progetto era controverso in quanto implicherebbe un riferimento alla Sofia pagana del periodo ellenistico. Alta 8,8 metri e dal peso di 5 tonnellate, la statua di bronzo e rame si trova su un piedistallo alto 16 metri. La statua è decorata dai simboli del potere (la corona), della fama (l'alloro) e della saggezza (il gufo): la corona è legata anche alla dea della fortuna, Tiche, e si ispira al vecchio stemma di Sofia risalente al 1900.

## Galleria d'immagini

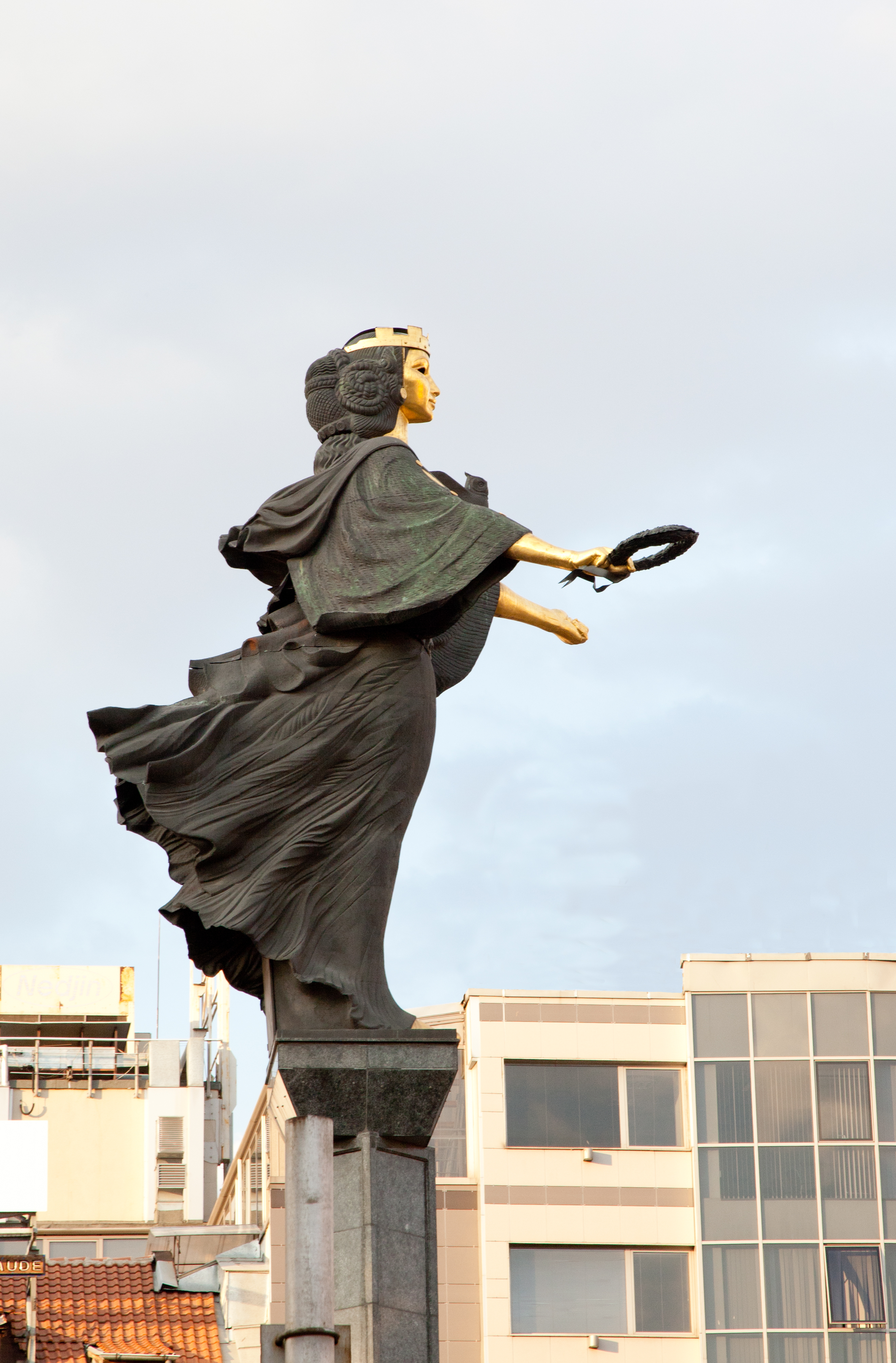
Vista laterale.
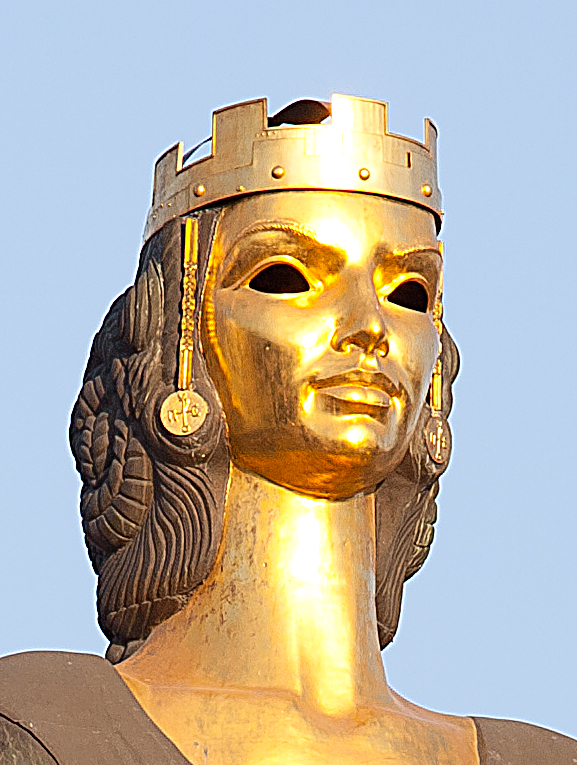
Un dettaglio del volto.
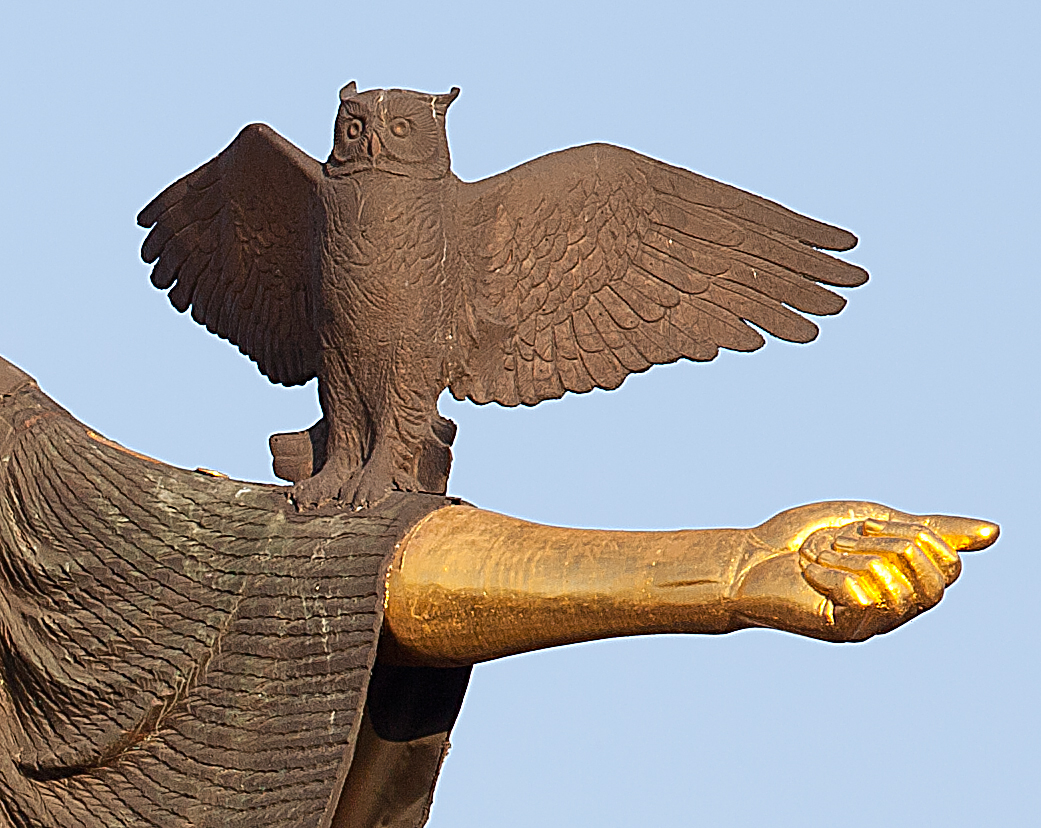
Un dettaglio del gufo.